# Cerithium nodulosum

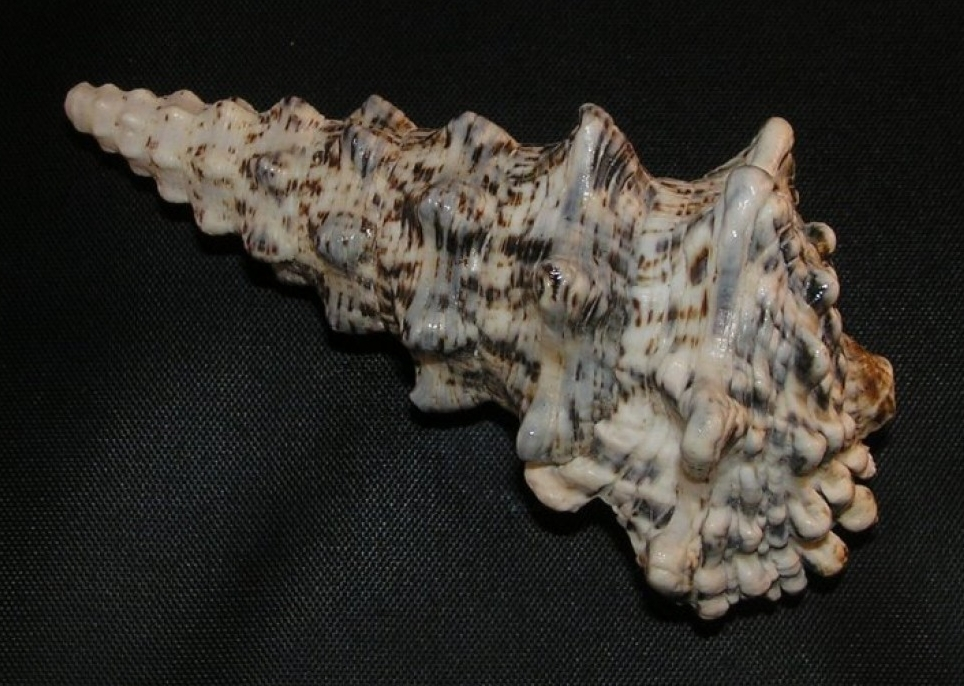
Cerithium nodulosum (Filippine)

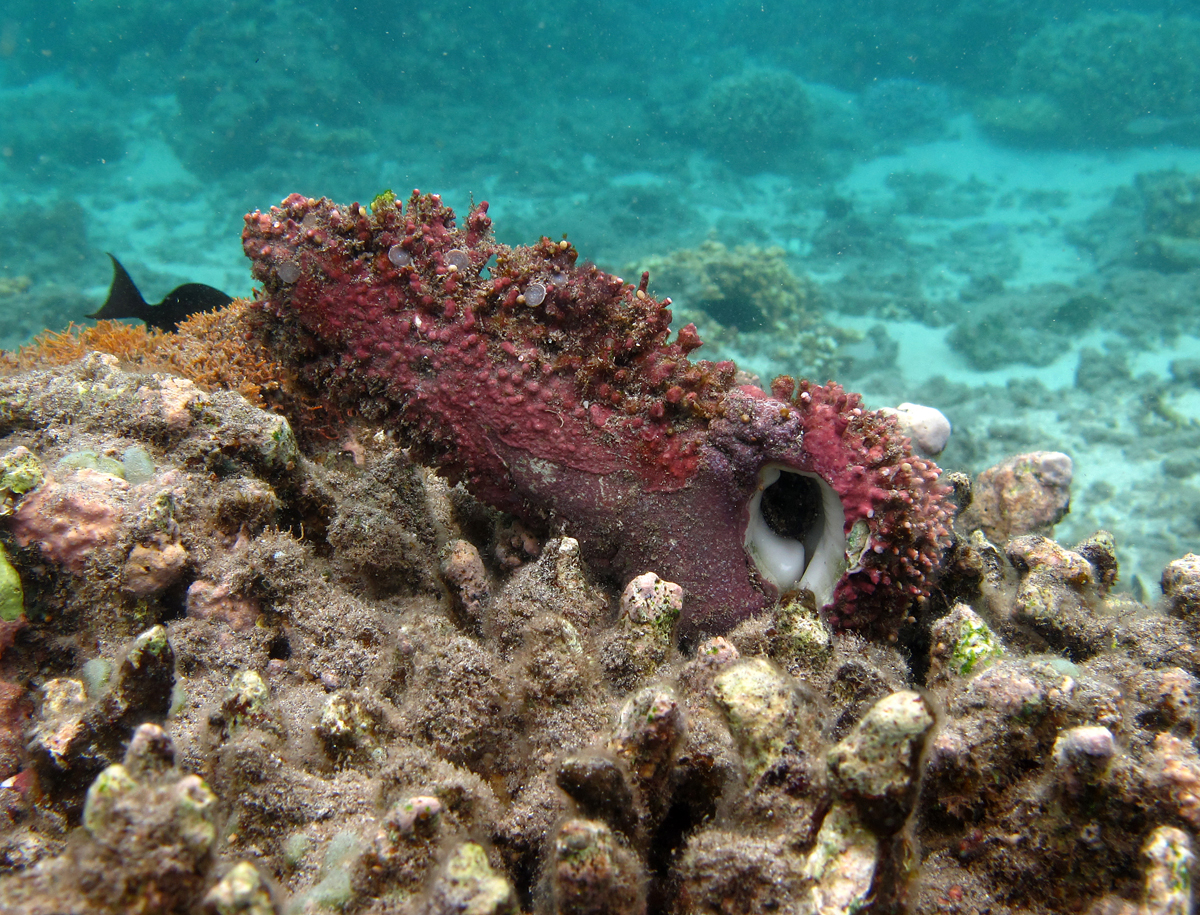
Cerithium nodulosum (isola Réunion)

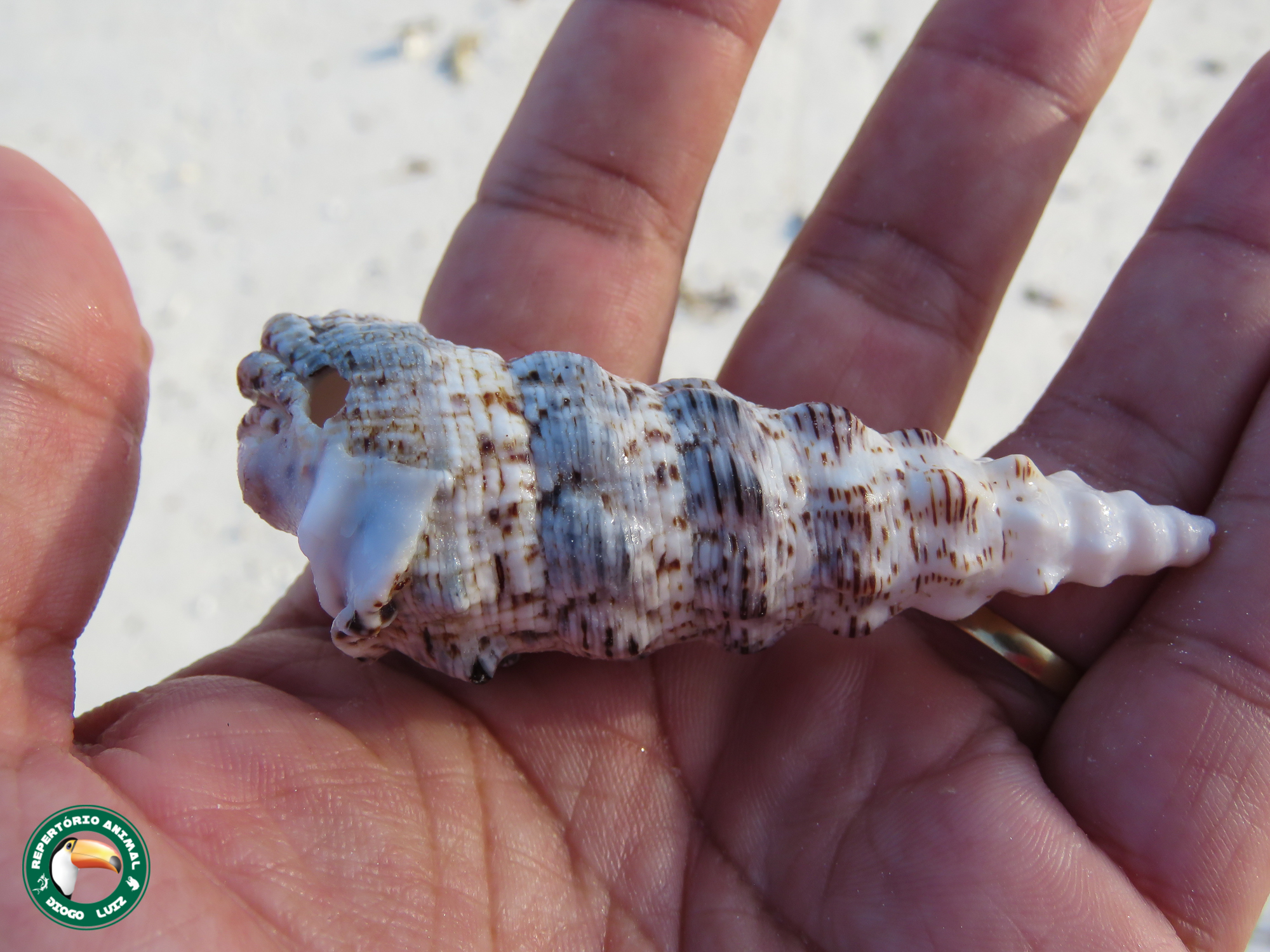
Cerithium nodulosum (Zanzibar)

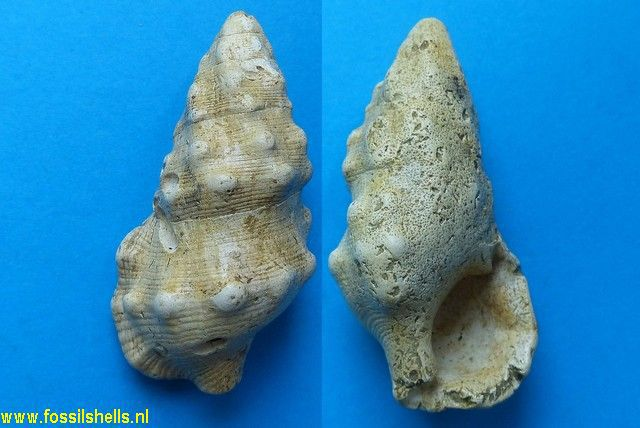
Fossile di Cerithium tuberosum (Saint-Paul-lès-Dax - Francia)

Cerithium nodulosum Bruguière, 1792 è una specie di molluschi gasteropodi della sottoclasse Caenogastropoda.

## Descrizione
Conchiglia molto grande, solida, allungata, angolare, comprendente 15-18 spire angolate, che raggiunge una lunghezza di oltre 114 mm e una larghezza di 50 mm. Scultura della conchiglia che varia con stadio ontogenetico dell'individuo: la protoconca  comprendente 2 spirali con seno sinusigerico ben sviluppato; nelle conchiglie giovanili si hanno vortici gonfiati e fine scultura cancellata formata da 4 o 5 sottili corde a spirale attraversate da numerose nervature assiali; le conchiglie adulte di solito sono prive di scultura iniziale a causa dell'erosione e le spirali della teleoconca hanno da 7 a 14 nodi appuntiti e prominenti che formano una chiglia forte e angolata.
Vortice del corpo molto grande, con forte costrizione sifonale, e base fortemente scavata scolpita con 5 corde nodulose a spirale attraversate da nervature assiali ondulate. Apertura ampia, circa un terzo della lunghezza del guscio e con canale sifonale anteriore ben sviluppato, stretto e leggermente riflesso a sinistra dell'asse del guscio. Canale anale fiancheggiato da una forte treccia columellare parietale che si estende ben all'interno dell'apertura. Labbro esterno spesso, svasato, fortemente crenulato. Interno del labbro esterno con profonde scanalature a spirale. Columella bianca, fortemente concava, con callo stretto e spesso e labbro ben definito. Colore del guscio bianco con sottili linee o macchie a spirale marrone-grigio e macchie di forma irregolare, marrone-grigio. Apertura bianca. Periostraco sottile e marrone chiaro. Opercolo spesso, corneo, marrone scuro, ovato, paucispirale e con nucleo eccentrico.
La radula è tenioglossa. Nastro radulare robusto, corto, con circa 8 o 9 file di denti per mm. Dente rachidiano avente placca basale quadrata, con bordo anteriore tagliente costituito da una grande cuspide centrale fiancheggiata su ciascun lato da 1 o 2 piccoli denticoli smussati. Dente laterale romboidale, con lunga estensione laterale e forte proiezione, centro-laterale, posteriore sulla placca basale. I denti marginali sono spatolati con punte arrotondate, ricurve, a forma di cucchiaio.
I principali caratteri distintivi di C. nodulosum sono le sue grandi dimensioni e i grandi nodi disposti a spirale su ciascuna spirale; nessun'altra specie vivente di Cerithium si avvicina per dimensioni o forma. Altre caratteristiche uniche sono il labbro inferiore a uncino dell'apertura che si estende sul canale sifonale anteriore e la marcata differenza nella scultura tra gusci immaturi e adulti.
Questa specie si trova comunemente presso la riva dei bordi della Barriera corallina, su ripiani rocciosi intercotidali e subtidale, con sabbia e depressioni sabbiose poco profonde.
Tutte le specie di Cerithium si alimentano di detriti algali, ma la maggior parte sembra pascolare su diatomee e microalghe piuttosto che su pezzi più grandi di alghe.
Reperti fossili di cerithium nodulosum, risalenti a diverse ere, sono stati ritrovati in varie regioni: fossili dal tardo Miocene nell'Atollo di Bikini e nelle Isole Marshall, del Neogene a Palau, del Pliocene-Pleistocene a Guam e del Miocene inferiore nelle Figi e forse dal Pleistocene di Santo Domingo.

## Distribuzione
Questa specie è distribuita nell'Indo-Pacifico. Si trova in habitat adatti lungo le coste continentali tropicali e tra i gruppi di isole in tutto il Mar Rosso e l'Oceano Indiano. Si trova in tutto il sud-est asiatico, in Indonesia e nelle parti tropicali dell'Australia. Nel Pacifico, si estende dalle Isole Ryūkyū a sud attraverso Melanesia, Micronesia, Tokelau e Samoa. Sebbene questa specie sia comune nel Canale di Suez, risulta piuttosto rara nel Mediterraneo.

## Tassonomia
Cerithium nodulosum è la specie tipo del genere Cerithium, che venne inizialmente indicato come Cerithium adansonii, oggi riconosciuto come sinonimo di Cerithium nodulosum.